# یادبود ملی برادران رایت
یادبود ملی برادران رایت، واقع در کیل دول هیل، کارولینای شمالی، یادمانی برای اولین پرواز موفق، پایدار و با پیشرانه، در وسیله‌ای سنگین‌تر از هوا است. از سال ۱۹۰۰ تا ۱۹۰۳، ویلبر و ارویل رایت، بر اساس اطلاعات اداره هواشناسی ایالات متحده در مورد بادهای مداوم منطقه کیل دول و نیز بخاطر خلوتی، از دیتون، اوهایو به اینجا می‌آمدند.